# Стиль і текст
«Стиль і текст» — науковий збірник Інституту журналістики КНУ імені Тараса Шевченка. Видається українською  мовою з 2000 року 1 раз на рік.
Свідоцтво про державну реєстрацію видане Державним комітетом інформаційної політики, телебачення та радіомовлення України. Серія КВ № 4299 від 2000 р. Видання входить до переліку періодичних наукових фахових видань, затверджених ВАК України з філологічних наук та із соціальних комунікацій від 07.10.2015 № 1021 за спеціальностями філологічні науки, політичні науки, соціальні комунікації.

### Редколегія
Головою  редколегії  є В. В. Різун, доктор  філологічних наук, професор; головний  редактор — Н. П. Шумарова, доктор філологічних наук, професор; заступники головного редактора — А. І. Мамалига, доктор філологічних наук; О. Д. Пономарів, доктор філологічних наук. До складу редколегії входять: О. Я. Гоян, доктор філологічних наук; Н. М. Сидоренко, доктор філологічних наук; М. С. Тимошик, доктор філологічних наук; В. Е. Шевченко, кандидат філологічних наук. Відповідальний секретар — Т. В. Скотникова.

### Тематика
Матеріали збірника групуються за рубриками:
- Теоретичні питання;
- Стилістичні категорії;
- Питання термінології;
- Жанрова специфіка;
- Портрет науковця;
- Рецензії;
- Конференції, наради, семінари.

У збірнику вміщуються матеріали, присвячені проблемам функціонування української мови в медійних текстах. Авторами видання є професорсько-викладацький склад, докторанти й аспіранти Інституту журналістики КНУ імені Тараса Шевченка, інших ВНЗ України.